# جوزيف س. برون
جوزيف س. برون (بالفرنسية: Joseph C. Brun)‏ هو مصور سينمائي أمريكي وفرنسي، ولد في 21 أبريل 1907 في باريس في فرنسا، وتوفي في 13 نوفمبر 1998 في بوكا راتون في الولايات المتحدة.

## وصلات خارجية
- جوزيف س. برون على موقع IMDb (الإنجليزية)
- جوزيف س. برون على موقع IMDb (الإنجليزية)
- جوزيف س. برون على موقع ألو سيني (الفرنسية)
- جوزيف س. برون على موقع أول موفي (الإنجليزية)
- جوزيف س. برون على موقع قاعدة بيانات الأفلام السويدية (السويدية)
- جوزيف س. برون على موقع قاعدة بيانات الفيلم (الإنجليزية)
- جوزيف س. برون على موقع كينوبويسك (الروسية)